# Sankoš (reka)
Puna Tsang Čhu nastane z združitvijo rek Pha Čhu in Mo Čhu blizu Punakhe. Punakha dzong, ki stoji tik nad sotočjem obeh rek, je med najlepšimi dzongi v Butanu in zimska rezidenca Dratshang Lhentshoga. Ker sta ti izvorni reki, ki odmakata široko območje zahodnega in osrednjega območja države med Chomolharijem in Kula Kangrijem, nagnjeni k dotokom iz ledenikov, se v srednjem toku pogosto pojavljajo poplave.
Nizka in široka dolina med Punakho in Vangdue Phodrangom je ena od kmetijskih središč v državi. Dolini, ki se zoži proti jugu od Wangdue Phodranga, na daljšem odseku sledi cesta Vangdue-Tsirang.
V Wangdue Phodrangu priteče reka Dang Čhu, drugi pritoki, ki tečejo z vzhoda, pa so Ma Čhu in Hara Čhu, ki izvirata v Črnih gorah. Zadnji veliki pritok v Butanu je Daga Čhu. 
Pri vasi Kalikhola reka prečka mejo z indijsko državo Asam, od koder nosi ime Sankoš. Sankoš je del meje z indijsko zvezno državo Zahodna Bengalija. Severno od Tamarhata se Sankoš združuje z reko  Raidak v reko Gangadhar, ta pa v Brahmaputro.
Sistem Puna Tsang Čhu odmaka območje približno 10.000 km², zaradi česar je drugi najpomembnejši rečni sistem v Butanu, povprečni pretok je približno 55 m³ / s.